# Čović Polje (Federacja Bośni i Hercegowiny)
Čović Polje – wieś w Bośni i Hercegowinie, w Federacji Bośni i Hercegowiny, w kantonie posawskim, w gminie Orašje. W 2013 roku pozostawała niezamieszkana.